# La valle condannata
La valle condannata (Genesis Two) è un romanzo di fantascienza dello scrittore britannico L. P. Davies, al secolo Leslie Purnell Davies, pubblicato nel 1969.

## Trama
(L. P. Davies, La valle condannata)
Stuart e Kevin sono due giovani escursionisti di Manchester, in vacanza nel Distretto dei Laghi nella primavera del 1968. A causa di un improvviso temporale e della nebbia smarriscono la strada per Ennerdale, paesino verso cui erano diretti e finiscono per caso nel villaggio di Kirdale. Accolti con ospitalità da un'anziana coppia di residenti, George e Mary, scoprono ben presto che il piccolo paese è condannato a essere sommerso dalle acque di un lago artificiale che andrà ad alimentare una centrale idroelettrica. Tutti gli abitanti si sono già trasferiti ad eccezione di loro due e di altri cinque irriducibili, capitanati dal "Maggiore" Emery.
Durante la notte un'esplosione e un terremoto scuote il villaggio. La mattina dopo si scopre che il ruscello che riforniva Kirdale di acqua è in secca. Il Maggiore Emery sospetta che gli eventi notturni siano un piano della società elettrica per costringerli ad abbandonare il villaggio e, credendo che Stuart e Kevin siano due spie, gli impone di riprendere il viaggio. I due ragazzi scoprono strani oggetti lungo il cammino e, trovando ben presto la strada sbarrata da una foresta impenetrabile e da una distesa di cenere lavica ardente, tornano indietro. Gli abitanti di Kirdale nel frattempo hanno trovato una manufatto, simile a un apparecchio radio che gli ha trasmesso un messaggio proveniente dal futuro. Il messaggio gli rivela che il villaggio era destinato alla distruzione a causa di un incidente causato dai lavori di scavo del bacino artificiale. Pochi istanti prima della distruzione Kirdale e tutti gli abitanti, creduti morti, sono stati teletrasportati in un altro luogo, quarantamila anni dopo. Lo spostamento è stato organizzato dai terrestri del futuro allo scopo di sperimentare un piano per la loro sopravvivenza. La civiltà del futuro, infatti è condannata all'estinzione a causa degli effetti distruttivi di una nuova forma di energia scoperta e sfuggita al controllo nel cinquantunesimo secolo, la "cinestasi". Gli abitanti di Kirdale si organizzano per sopravvivere senza più risorse e iniziano a esplorare il nuovo mondo in cui sono stati catapultati è popolato da esotiche e stranissime piante e il loro villaggio è in pericolo a causa delle frequenti eruzioni di un vicino vulcano. Il maggiore prende il comando e organizza le attività dei sopravvissuti, tra cui i suoi due figli, Donald e Claire, il signor Fox e la bella Cherry, oltre a George, Mary e ai due ragazzi di Manchester.
George e Mary, quest'ultima con un'aspettativa di vita di pochi mesi a causa di un male incurabile, credendo che i terrestri del futuro abbiano ripetuto l'esperimento molte altre volte nel corso del tempo, sperano di poter ritrovare il figlio morto durante la guerra ma di cui non è mai stato ritrovato il corpo. La decisione viene osteggiata dal Maggiore e da Fox che non vogliono privarsi delle competenze botaniche dell'anziano George. I sopravvissuti esplorano il nuovo mondo fino a quando il Maggiore non viene trovato morto e il cui omicidio si scoprirà essere stato orchestrato da George, libero così di partire con la moglie alla ricerca del figlio. Claire e Fox si scoprono innamorati e vanno a vivere insieme e lo stesso fanno Donald e Cherry, abbandonando il villaggio oramai semidistrutto dai lapilli.
Durante una nuova e violenta eruzione la dinamite, stipata nel villaggio e utilizzata durante i lavori di scavo del bacino artificiale, esplode rovinosamente. Lo scoppio attiva una misteriosa macchina che riporta Stuart e Kevin indietro nel tempo fino al momento esatto della loro scomparsa. I due vengono tratti in salvo dai soccorsi ma mantengono il segreto sulla scomparsa del villaggio di Kirdale temendo altrimenti di poter essere creduti pazzi.

## Personaggi
Stuart InceIl protagonista ventiduenne del romanzo, sarto di professione.
Kevin SowdenL'amico del protagonista, anch'egli ventiduenne, studente di architettura.
George TadmanSettantenne residente a Kirdale dopo la morte del figlio in guerra. Lui e la moglie Mary offrono subito ospitalità a Kevin e a Stuart.
Mary TadmanLa moglie di George, di un anno più giovane, si prodiga per offrire asilo ai due ragazzi smarritisi nel Distretto.
Maggiore EmerySergente in congedo, ha assunto la direzione della protesta dei residenti contro la distruzione del villaggio; è soprannominato Maggiore per il suo carattere deciso e autoritario. Sospettoso, inizialmente ritiene Stuart e Kevin essere due spie dell'azienda elettrica contro i cui progetti si sta battendo. Viene trovato morto creduto ucciso da alcune pericolose piante. In realtà il suo omicidio è opera di George.
Donald EmeryIl figlio del Maggiore.
Claire EmeryLa figlia trentenne del Maggiore. Timida dall'aspetto anonimo, è messa in ombra dal forte carattere del padre. Inizialmente sembra essere attratta da Stuart ma poi si rivela innamorata di Fox.
Cherry DorranSplendida donna, affittuaria di Fox con cui vive, ma senza rapporti se non di amicizia con questi. Andrà a convivere con il giovane Donald.
FoxDall'età indefinibile, tra i trenta e i quarant'anni, dal carattere ruvido, innamorato di Claire.

## Edizioni
- (EN) L. P. Davies, Genesis Two, 1ª ed., Londra, Herbert Jenkins, 1969.
- L. P. Davies, La valle condannata, traduzione di Beata Della Frattina, Urania, vol. 579, Mondadori, 1971,  p. 168.